# Oliver Springs
Oliver Springs è un comune degli Stati Uniti d'America, situato nello Stato del Tennessee, nella Contea di Anderson e in due piccole porzioni nelle Contee di Roane e Morgan.